# John McFee
John McFee (Santa Cruz, 9 settembre 1950) è un compositore, violinista e chitarrista statunitense.
È conosciuto prevalentemente per essere il violinista dei Doobie Brothers. Per un breve periodo ha fatto parte anche degli Huey Louis and The News.
Ha fatto parte in qualità di chitarrista e compositore anche della band Southern Pacific, in cui ha militato, tra gli altri, anche il bassista dei Creedence Clerwater Revival Stu Cook

## Discografia
Southern Pacific - Killbilly Hill (1986)